# Вокализ (Рахманинов)

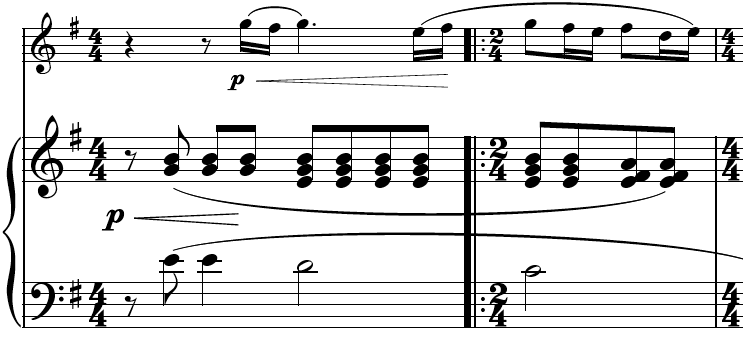
Начальные такты переложения для скрипки и фортепиано

«Вокализ», опус 34, № 14 — романс без слов русского композитора Сергея Рахманинова, законченный в 1915 году. Включён последним в вокальный цикл «Четырнадцать романсов», опус 34. Написанный для голоса (сопрано или тенора) с фортепианным аккомпанементом, он не содержит слов, а поётся на одном гласном звуке (на выбор исполнителя). Посвящён певице Антонине Неждановой. Первая редакция создана в апреле 1915 года, а вторая закончена в сентябре того же года. Одно из самых популярных сочинений композитора. На его основе создано множество переложений, в том числе несколько авторских.
Несмотря на то, что в партитуре указано, что вокализ может исполняться как сопрано, так и тенором, чаще всего его исполняют сопрано.

## Создание
«Четырнадцать романсов» были задуманы Рахманиновым как сборник вокальных миниатюр на стихи русских поэтов (три из них принадлежат Александру Пушкину), каждая из которых была посвящена конкретному деятелю культуры. Среди адресатов были Мариэтта Шагинян, подобравшая по его предложению часть текстов, Пётр Чайковский, Фёдор Шаляпин, Леонид Собинов. Последний романс сборника был посвящён певице Антонине Неждановой. Композитор познакомился с ней в то время, когда она училась в Московской консерватории. Она входила в круг общения его родственников и знакомых. На семейных вечерах она исполняла его вокальные произведения, причём иногда и под его аккомпанемент. Также она неоднократно пела в камерных концертах, выступала в сопровождении оркестра под его управлением. Именно для неё композитор написал главную женскую партию в опере «Франческа да Римини» (1904—1905). Однако от выступления на премьере в 1906 году она отказалась.
Большинство номеров цикла было создано в июне 1912 года в имении Ивановка Тамбовской губернии. Романс «Не может быть!» (на стихи Аполлона Майкова) был написан раньше других — в 1910 году. Во время интенсивной работы над серией почти каждый день появлялось новое произведение. Однако работа над «Вокализом» велась около трёх лет. Первый сохранившийся набросок относится ещё к весне 1912 года. В связи с этим первое издание цикла (А. Гутхейль, 1913) появилось без «Вокализа». Первая полная редакция датируется 1 апреля 1915 года. Это установлено на основании рукописи, подаренной композитором Неждановой. Когда она высказала сожаление о том, что в романсе нет слов, Рахманинов ответил: «Зачем слова, когда вы своим голосом и исполнением сможете выразить всё лучше и значительно больше, чем кто-нибудь словами».
Также певица вспоминала, что репетируя с ней вокализ Рахманинов вносил различные изменения: «несколько раз тут же менял некоторые места, находя каждый раз какую-нибудь другую гармонию, новую модуляцию и нюансы». Кроме того, некоторые правки вносились по её инициативе. В Российском национальном музее музыки находится рукопись окончательной редакции цикла (издана в 1916 году). Согласно ей, работа над «Вокализом» закончена 21 сентября 1915 года. В связи с популярностью произведения, было сделано множество переложений, в том числе несколько принадлежат Рахманинову. Дирижёр и контрабасист Сергей Кусевицкий даже исполнил собственную аранжировку на контрабасе. По этому поводу в журнале «Музыка» осенью 1916 года появился иронический отзыв, в котором, в частности указывалось: «Боимся, что такая наклонность г. Кусевицкого к популяризации рахманиновских вдохновений заставит нас вскоре прослушать тот же вокализ в величественном исполнении тромбона, а может быть, и всех инструментов оркестра поочерёдно». Однако прозвучали и положительные оценки. Так, Юрий Сахновский отмечал, что Кусевицкий «буквально спел вокализ».
Тональность окончательной редакции вокализа — до-диез минор (в первой редакции — си-бемоль минор). Написан в четырёхдольном размере. Темп — Lentamente (медленно), Molto cantabile (очень певуче). Вокализ продолжает драматическую линию цикла. Ему присуща философская глубина, возвышенность. Музыковед Ольга Соколова писала, что в основе сочинения лежит свободная, широкого склада мелодия. В её основе «лежит небольшая попевка, вариантно распеваемая в стиле русской протяжной песни или знаменных распевов — со свойственной им свободой метроритма, переменностью размера, отсутствием тактовых акцентов. Заметно и влияние бесконечной мелодии Баха и пластичности итальянского bel canto. Классическая ясность и стройность формы сочетаются с философской возвышенностью и глубиной мысли. Остинатное сопровождение с ровным движением восьмыми постепенно обрастает мелодическими попевками, подголосками, имитациями, образующими с голосом изящные узоры».

## Аранжировки
В скобках указаны авторы аранжировок.

### Для оркестра
- для оркестра. Автор — сам Рахманинов, также существуют аранжировки Мортона Гулда, Курта Зандерлинга, В. Кина
- для хора с оркестром (Норман Любов и Вальтер Штофф)
- для сопрано с оркестром (Аркадий Дубенский)
- для флейты с оркестром (Чарльз Герхардт)
- для скрипки и духового оркестра (Вячеслав Ворушилов)

### Для камерного ансамбля
- для скрипки, виолончели и фортепиано (трио Эроика)
- для кларнета, скрипки и виолончели (Квинто Маганини)
- для джазового ансамбля (Дон Себески)

### Для фортепиано и другого, солирующего инструмента
- для флейты и фортепиано (Юрий Должиков)
- для кларнета и фортепиано (Дэвид Кэмпбелл)
- для тромбона и фортепиано (Кристиан Линдберг)
- для тромбона и фортепиано (Генри Чарльз Смит)
- для скрипки и фортепиано (Яша Хейфец и Максим Ривман)
- для виолончели и фортепиано (Яша Хейфец и Мстислав Ростропович)
- для виолончели и фортепиано (Вольфрам Хашке)
- для виолончели и фортепиано (Рафаэль Воллфиш)
- для контрабаса и фортепиано (Оскар Циммерман)
- для валторны и фортепиано (А. И. Усов)
- для хора, солиста-тенора и фортепиано (Степан Соснин)

### Для солирующего инструмента
- для двух фортепиано (Витя Вронски)
- для фортепиано (Алан Ричардсон, Золтан Кочиш, Эрл Уайлд, Антон Бородин, Евгений Светланов, Аркадий Чубрик, Вячеслав Грязнов)
- для аккордеона (Николай Рыськов)
- для баяна (Вячеслав Семёнов)
- для саксофона (Ларри Тил)
- для трубы (Рольф Смедвиг)

### Другие
- для электронных инструментов (Исао Томита)
- для терменвокса (Клара Рокмор)